# Drobeta-Turnu Severin
Drobeta-Turnu Severin (mađarski Szörényvár) je grad u županiji Mehedinţi u Rumunjskoj, na lijevoj obali Dunava, nizvodno od Željeznih vrata. Pogranični je grad, glede činjenice da se s druge strane Dunava nalazi Srbija.
Stari hrvatski naziv za ovaj grad je Siverin (vojvoda Radoslav Siverinac iz narodne pjesme).

## Stanovništvo
- 1900.:  18.628
- 2000.: 104.000
- 2002.: 104.557[1]

## Povijest
Grad su stari Rimljani izvorno zvali Drobetae. Svoje kasnije ime,  Turnu Severin, odnosno Severov toranj, dobio je po tornju koji je stajao na brježuljku okruženim dubokim jarcima. Taj toranj je bio sagrađen u spomen na pobjedu rimskog cara Severa (222. – 235.) nad Kvadima i Markomanima.
Blizu Turnu Severina su ostatci slavnog Trajanovog mosta, najvećeg u Rimskom Carstvu, sagrađenog 103. godine. Sagradio ga je arhitekt Apolodor Damašćanski. Rijeka je oko 1200 metara široka na ovom mjestu. Most se sastojao od dvadeset lukova, poduprtih kamenih stupovima, od kojih je nekoliko još uvijek vidljivo za nižeg vodostaja Dunava.

## Vanjske poveznice
- Službena stranica grada  Arhivirana inačica izvorne stranice od 14. rujna 2005. (Wayback Machine)